# Projectyle
Projectyle est un jeu vidéo de sport futuriste développé par Steve Wetherill et Marc Dawson et publié par Electronic Arts en 1990 sur Amiga et Atari ST. Dans le jeu, huit équipes s’affrontent par groupe de trois sur huit terrains différents. Ces terrains sont composés de cinq zones. Les trois premières, en haut, à droite et à gauche de l’écran, correspondent aux buts de chaque équipe. La quatrième, au centre, est la zone ou la partie recommence après chaque but. La cinquième, en bas, est composée de trois zones de buts supplémentaires, une pour chaque équipe. Les zones sont reliées entre elles par des couloirs et sont chacune occupé par un joueur de chaque équipe. Un match se déroule en trois tiers temps et l’objectif est de marquer le plus de buts possibles tout en évitant d’en encaisser. Le jeu propose trois modes de jeu. Le mode League retrace une saison complète, sur une durée comprise entre 6 et 21 semaines. Le mode Sudden Death permet de jouer des tournois éliminatoires en neuf matchs et le mode solo de jouer des matchs individuels. Jusqu’à huit joueurs peuvent s’affronter dans les deux premiers, chacun contrôlant une des huit équipes disponibles dans le jeu,.

## Accueil
| Projectyle   |      |       |
| Média        | Pays | Notes |
| ACE          | GB   | 75 %  |
| Amiga Format | GB   | 90 %  |
| Gen4         | FR   | 94 %  |
| Joystick     | FR   | 96 %  |
| Zzap!64      | GB   | 84 %  |